# Leucocelis brunneipennis
Leucocelis brunneipennis är en skalbaggsart som beskrevs av Moser 1911. Leucocelis brunneipennis ingår i släktet Leucocelis och familjen Cetoniidae. Inga underarter finns listade i Catalogue of Life.